# Aleksander Tammert
Aleksander Tammert (Tartu, 1973. február 2. –) olimpiai bronzérmes észt atléta, diszkoszvető.

## Pályafutása
Karrierje során 5 olimpián szerepelt. 1996-ban vett részt első alkalommal az olimpiai játékokon. Atlantában nem jutott be a döntőbe, csak a huszonötödik lett. Négy évvel később, a sydney-i játékokon már túljutott a selejtezőn, és kilencedikként zárt.
A 2001-es Universiadén elért aranyérmével megszerezte pályafutása egyetlen nemzetközi versenyen elért sikerét. Az athéni olimpián 66,66-dal a negyedik helyen végzett, azonban a magyar Fazekas Róbert kizárása után egy pozíciót előrelépett, és megörökölte a bronzérmet a litván Virgilijus Aleknától.
2006-ban, a Texas állam beli Dentonban állította fel egyéni legjobbját 70,82-dal. Ebben az évben bronzérmesként zárta az Európa-bajnokságot.
Tammert a 2008-as pekingi olimpián is indult, ahol bekerült a döntőben, ott azonban csak a tizenkettedik helyen fejezte be a viadalt. A 2012-es londoni olimpián a selejtezőben összesítésben a 27. helyen végzett, így nem jutott a döntőbe.

## Egyéni legjobbjai
- Súlylökés - 18,05 m (1999)
- Diszkoszvetés - 70,82 m (2006)

## Magánélete
Házas, felesége Elizabeta Randjelovič szlovén gerelyhajítónő. Két lányuk van.
Tammert édesapja, Aleksander Tammert, Sr. (1947 - 2006) szintén sikeres súlylökő volt, 1966-ban junior Európa-bajnoki címet nyert.